# Partido judicial de Sahagún
El partido judicial de Sahagún es el partido judicial n.º1 de la provincia de León y uno de los siete partidos judiciales de  dicha provincia en la comunidad autónoma de Castilla y León (España).
Relación de municipios que pertenecen al partido judicial de Sahagún:
- Almanza
- Bercianos del Real Camino
- El Burgo Ranero
- Calzada del Coto
- Castrotierra de Valmadrigal
- Cea
- Cebanico
- Escobar de Campos
- Gordaliza del Pino
- Grajal de Campos
- Joarilla de las Matas
- Sahagún
- Santa Cristina de Valmadrigal
- Santa María del Monte de Cea
- Vallecillo
- Villamartín de Don Sancho
- Villamol
- Villamoratiel de las Matas
- Villaselán
- Villazanzo de Valderaduey